# Polyhistor
Polyhistor er en betegnelse for en person med viden i mange fag. Omkring 1700 var de enkelte videnskaber vokset så meget i omfang, at en enkelt person vanskeligt kunne beherske flere (endsige mange) fag. Betegnelsen bruges derfor ofte om tidligere tiders videnskabsmænd, men kan også bruges til nutidens dygtige individer.

## Eksempler på polyhistorer
- Leonardo da Vinci
- Philipp Melanchthon
- Gottfried Wilhelm Leibniz
- Isaac Newton
- Johann Wolfgang von Goethe
- Ole Worm